# آنگویرنی
آنگویرنی (به فرانسوی: Anguerny) یک کمون در فرانسه است که در canton of Creully واقع شده‌است. آنگویرنی ۲٫۸۵ کیلومتر مربع مساحت و ۷۵۴ نفر جمعیت دارد و ۴۹ متر بالاتر از سطح دریا واقع شده‌است.